# 琉美修好條約
《琉美修好條約》（日語：琉米修好条約）是琉球國政府和美利堅合眾國政府代表於1854年7月11日（咸豐4年6月17日）在首里城簽訂的不平等條約。該條約的中文版正本無名稱，後被日本政府命名為「亞米利加合眾國琉球王國政府間之定約」（亜米利加合衆国琉球王国政府トノ定約）。琉球方面代表為尚宏勳、馬良才，美國方面的代表為馬休·佩里。

## 背景
1853年5月26日（咸豐3年4月19日），馬休·佩里初次率薩斯奎哈納號巡洋艦等4隻美國軍艦進入那霸港，5月28日會見琉球國總理官尚大謨（摩文仁按司朝健的化名）。6月6日訪問首里城，要求會見尚泰王，遭攝政尚惇（大里王子朝教）拒絕，但尚惇仍派尚大謨在首里城北殿會見了他。6月8日，尚泰王遣使向馬休·佩里贈送禮物，次日，佩里留下密西西比號巡洋艦，率艦隊前往小笠原群島。6月18日歸港。7月2日，因艦隊供給不足，將薩斯奎哈納號留在那霸港，持美國總統親筆書信，率4隻軍艦往日本浦賀，與江戶幕府談判。7月25日回到那霸港，得到琉球國方面的供給。在與琉球方面達成四項協議後，佩里於8月1日率艦隊離開琉球前往香港。
1854年1月21日，佩里又率艦隊來至那霸港，並再度訪問首里城。2月7日，在得到琉球方面的供給後駛往日本江戶。7月1日，佩里與日本江戶幕府簽訂《神奈川條約》後返回琉球。7月7日與琉球交涉，要求簽訂條約。翌日開始談判，美國就1853年達成的四項協議加以修正，要求琉球方面最遲於7月10日作出答復。7月10日，雙方再度會談，琉方承認美國提出的修正案有效。次日，美方代表馬休·佩里與琉方代表尚宏勳正式簽訂條約並互換文件。

## 條約內容
- （第一条）自由貿易
- （第二条）提供美國船舶燃料及淡水
- （第三条）對美國船漂流民的救助
- （第四条）承認美國領事裁判權
- （第五条）設置美國人墓地並保護
- （第六条）琉球國引水人相關規定
- （第七条）提供美國船舶薪水相關費用等

## 條約的簽署者
此條約上美國方面代表為馬休·佩里（漢文版條約稱之為「被理」），琉球方面的代表署名為「總理大臣尚宏勳」、「布政大夫馬良才」。
日本學者大城直也指出，「總理大臣」和「布政大夫」均是琉球國為了與西方國家外交交往而虛構的官職名，而「尚宏勳」、「馬良才」也均為化名。「尚宏勳」的真實身份是向元楷（金武按司朝昌），「馬良才」的真實身份是向如山（棚原親方朝矩）。

## 補足
1854年10月29日（咸豐4年9月8日），薩摩藩命令將第一條修正如下：
原文
一、此後合眾國人民到琉球，須要以禮厚待，和睦相交。其國人要求買物，雖官雖民，亦能以所有之物而賣之。官員無得設例阻禁百姓。凡一支一收，須要兩邊公平相換。
修正文案 ※紅色粗體字為修正部分
一、此後合眾國人民到琉球，須要以禮厚待，和睦相交，其國人欲買物，則雖市店之品物達官所買貨者名記于品之若賣貨者以其物送官所以價錢與官吏而後品物交易專可司令官吏預聞雖阻禁私議而己凡一支一收，須要兩公邊公平相換。

## 外部連結
- 日本外務省「琉美修好條約」的相關資料 （页面存档备份，存于）
- 旧条約彙纂. 第３巻（朝鮮・琉球）